# Kacey Musgraves
Kacey Musgraves (Golden, Texas, 21 augustus 1988) is een Amerikaanse countryzangeres en singer-songwriter. Musgraves heeft meerdere prijzen gewonnen voor haar oeuvre, waaronder acht Grammy Awards, zeven Country Music Association Awards, en vier Academy of Country Music Awards.

## Biografie
Kacey Musgraves groeide op in het noordoosten van Texas, in het plaatsje Golden dat in 2000 een bevolking telde van ca. 156 inwoners. Haar moeder is kunstenares en haar vader eigenaar van een klein drukkerijbedrijf in Mineola, Texas. Musgraves heeft een jongere zus, Kelly, die fotografe is van beroep en de albumcovers heeft verzorgd van o.a. Deeper Well (2024) en het veelgeprezen Golden Hour (2018).

### Carrière
Musgraves begon al op jonge leeftijd met het maken en schrijven van liedjes, toen ze acht jaar oud was. Het eerste muziekinstrument dat ze leerde spelen was de mandoline. Op twaalfjarige leeftijd leerde ze gitaar spelen van een lokale muzikant, John DeFoore, die ook les gaf aan Miranda Lambert. Musgraves leerde tijdens haar jeugd ook de mondharmonica spelen.
In haar beginjaren verwierf ze meer bekendheid als support-act voor gevestigde countryartiesten. Tijdens de Europese tour van Lady A in 2012 promootte Musgraves haar aankomende eerste studio album, Same Trailer Different Park (2013).
Golden Hour (2018) werd haar magnum opus als grootste commerciële en kritische succes. In februari 2020 waren er 735.000 exemplaren van het album verkocht in de Verenigde Staten. Op 7 mei 2021 kreeg Golden Hour (2018) een platina-certificering.

### Muziekstijl en thema's
Musgraves is een sopraan. Haar muziek wordt gekenmerkt door een fusie van country, pop en folk, waarin haar zachte etherische timbre wordt versterkt door een combinatie van klassieke country instrumenten en synthesizers.
Haar sociaal progressieve teksten trekken de aandacht binnen het, over het algemeen conservatieve, country-genre. De muziek van Musgraves behandelt onderwerpen zoals LHBT-acceptatie, veilige seks, recreatief marihuanagebruik en het in twijfel trekken van religieuze sentimenten.

## Discografie
- Same Trailer Different Park (2013)
- Pageant Material (2015)
- A Very Kacey Christmas (2016)
- Golden Hour (2018)
- Star-Crossed (2021)
- Deeper Well (2024)